# Ammophila
Ammophila  é um género botânico pertencente à família Poaceae, subfamília Pooideae, tribo Aveneae.
São espécies de plantas encontradas na Europa, África, Ásia, Australásia, Pacífico, América do Norte, América do Sul e Antárctica.
Entre elas, encontra-se o estorno (ammophila arenaria).

## Sinônimo
- Psamma P.Beauv.

## Espécies
- Ammophila arenaria (L.) Link
- Ammophila arundinacea Host
- Ammophila baltica Link
- Ammophila breviligulata   Fernald
- Ammophila brevipilis Benth.ex Vasey
- Ammophila champlainensis F.Seym.
- Ammophila curtissii Vasey
- Ammophila littoralis (Beauv.) Rothm.
- Ammophila longifolia Vasey
- Ammophila pallida (Presl) Fritsch
- Ammophila villosa (Trin.) Hand. Mazz.